# Drinjača (Zvornik)
Drinjača (cyr. Дрињача) – wieś w Bośni i Hercegowinie, w Republice Serbskiej, w mieście Zvornik. W 2013 roku liczyła 111 mieszkańców.